# Fivelstads kyrka

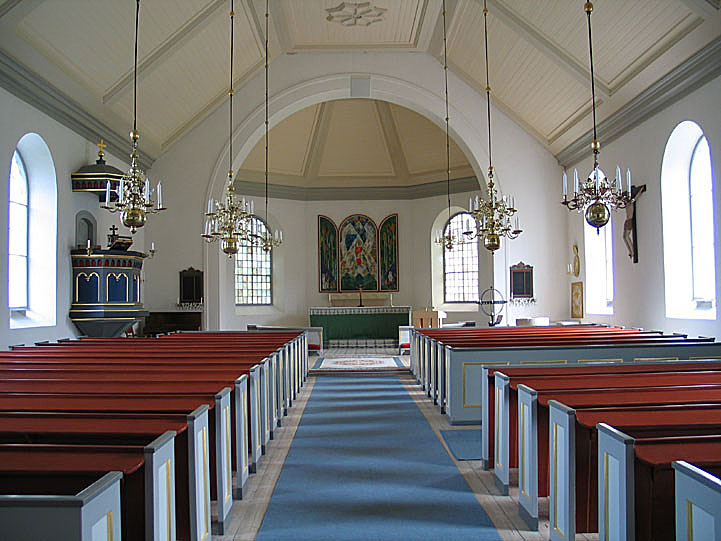
Interiör.

Fivelstads kyrka är en kyrkobyggnad i Fivelstad i Linköpings stift. Den är församlingskyrka i Aska församling och ligger i sydvästligaste hörnet av Motala kommun, 13 kilometer söder om Motala, 7 ½ kilometer nordväst om Skänninge och 7 ½ kilometer öster om Vadstena.

## Kyrkobyggnaden
Den första stenkyrkan kom till under 1100-talets senare hälft. Av denna återstår numera bara tornet, ursprungligen byggt som ett försvarstorn med skott- och utsiktsgluggar. Det är relativt välbevarat. Hål efter träbjälkar syns i tornväggarna.
Övriga delen av kyrkan uppfördes i slutet av 1800-talet efter ritningar av arkitekt Albert Törnqvist. Huvudentrén ligger i väster genom vapenhuset i tornets bottenvåning, men det finns även en ingångsportal på långhusets södra sida. Långhuset och det något smalare koret är försedda med stora rundbågiga fönster. Ovanför altaret fångas blicken av en triptyk från 1900-talet av Märta Afzelius åskådliggörande "Kristi uppståndelse". Den äldsta dopfunten är jämngammal med medeltidskyrkan, men det finns även en funt från 1600-talet. Från den medeltida kyrkan härstammar också ett krucifix från 1300-talet och tre medeltida skulpturer. Fler gamla inventarier finns i tornet.

## Historik

### Den medeltida kyrkan
Den ursprungliga stenkyrkan byggdes av kalksten under 1100-talets senare hälft och bestod av långhus, ett lägre kor med absid och torn. På södra sidan av långhuset fanns ett vapenhus med ingångsportal. Tornet, som var avsett för försvarsändamål, var försett med små skott- och utsiktsgluggar. Även långhuset och koret hade några få små högt liggande fönstergluggar utan glas. Kyrkklockorna hade sin plats i en trästapel på nordöstra sidan av kyrkogården.
Vid 1400-talets slut revs kor och absid och ersattes med ett bredare och högre kor, rakt avslutat med en trappgavel och försedd med en ingång söderifrån. Vid den här tiden välvdes också kyrkan med kryssvalv. varefter innerväggarna dekorerades av Mäster Amund. Han målade bland annat "Kristus bärande korset", en scen ur den heliga Birgittas liv och flera bilder av helgon. Valven försågs med medaljonger innehållande figurscener på liknande sätt som i Asks kyrka. Bakom en järnbeslagen dörr vid korets norra sida fanns en relikgömma.
År 1639 byggde Andræ (Anders) Månsson Bruse, Linköping, ett orgelverk med 9 orgelstämmor. Han hade lärt sig orgelbygge i samband med Skänninges borgmästare Anders Jönssons orgelbygge i Linköpings domkyrka 1619–1629. Orgeln placerades till en början i koret, men flyttades 1702 upp på läktaren.
År 1702 anskaffades en altaruppsats med bilder av Kristi korsfästelse och uppståndelse. Året därpå överkalkades väggmålningarna för att aldrig mer komma till synes. År 1713 inköptes en predikstol snidad av bildhuggaren Olof Jonasson Wiström i Vadstena.
Carl Fredric Broocman skriver i mitten av 1700-talet: "Kyrkan står på Krono grund wid allmänna Wägen mellan Skeninge och Wadstena, och räknes från henne til Wadstena 5 ottondedels mil. Thes murar äro upförde af huggen Kalksten, och är wid henne ett ansenligen högt Sten-Torn med spånad spets. Uti längden håller hon 41, och uti bredden 9 alnar. Altartaflan, som är hwit anstruken och med förgyldta bilder utzirad, föreställer Christi korßfästelse och upståndelse, och är hon år 1702 köpt för 220 Dal. K:mt. af Kyrkons medel, men är 1713 stofferad, tå thet kostade Kyrkon 120 Dal. K:mt. Prädikstolen är äfwenock hwit anstruken och förgyld, och inköpt för 350 Dal. K:mt af Kyrkons medel år 1713. Orgelwerket äger ej flere än 3 stämmor, och kan icke wara serdeles dugligt, althenstund thet redan år 1639 then 2 Octobr. blidwit köpt och upsatt, tå thet kostat 150 Dal. K:mt, hwartil Kyrkoherden med några i Församlingen sammanskutit 64 Dal. 16 öre K:mt, och togs thet öfriga utur Kyrkons Cassa, tå uti henne icke mer blef i behåll än 1 Dal. 30 öre, förutan 3 tunnor Korn, Kyrko-Spannemål. Til år 1702 har thet stådt framme uti Choret, men blef, tå nya Altartaflan upstäldes, flytt på Dränge-Lecktaren, ther thet ännu står. [...]
Oansedt at wid Kyrkon är Sten-Torn, som sagdt är, så hänga dock Klockorna uti Trästapel, och läses på then större uti gamla Göthiska Bokstäfwer: Ulf mek köpte Gude tel lof ok Jomfru Maria i Wærdige Her Fader Biskops Hanses tid, Arom efter Guds byrd MDXXV. På den mindre Klockon står: Ulf mek köpte Gude tel lof ok Jomfru Maria, Arom efter Guds byrd MDXXXV."
1770 köptes en ny orgel förfärdigad av kakelugnsmakaren Petter Broberg i Skänninge. Piporna säges ha varit gjorda av papp och lera. År 1790 flyttades klockorna från klockstapeln till kyrktornet.
Under 1800-talet ökade befolkningen kraftigt och flera gånger diskuterades huruvida man skulle bygga en ny kyrka. Då Orlunda år 1872 blivit annexförsamling föreslogs att man skulle bygga en gemensam kyrka för de båda församlingarna, men det gick inte att enas om var den skulle ligga, varför frågan förföll.

### 1800-talskyrkan
År 1875 eller 1876 kom man dock till beslut att bygga en ny egen kyrka och riva den gamla, förutom tornet. Ett förslag upprättades av arkitekten Albert Törnqvist (1819-1898) och ritningarna godkändes 1878. Grunden lades 1881 runt den gamla kyrkan, som revs följande vår. Kyrkan uppfördes 1882-1883 av byggmästare August Nyström med byggmästare Per August Hallander i Varola i Västergötland som entreprenör. I tornets bottenvåning inreddes vapenhus. På västläktaren byggde firma E. A. Setterquist & son en 8-stämmig piporgel. Invigningen av den nya kyrkan ägde rum den 2 september 1883 av Vadstena pastorats kyrkoherde, Carl Wilhelm Charleville.
År 1948-1949 vidtog en restaurering. Ett krucifix och tre medeltida skulpturer plockades ned från tornet och renoverades.
År 1970 byggde Orvar Smedman vid Nordfors & Co en ny orgel med 15 stämmor.

## Inventarier
- Dopfunt från 1100-talet.
- Dopfunt från 1600-talet.
- Krucifix från 1300-talet.

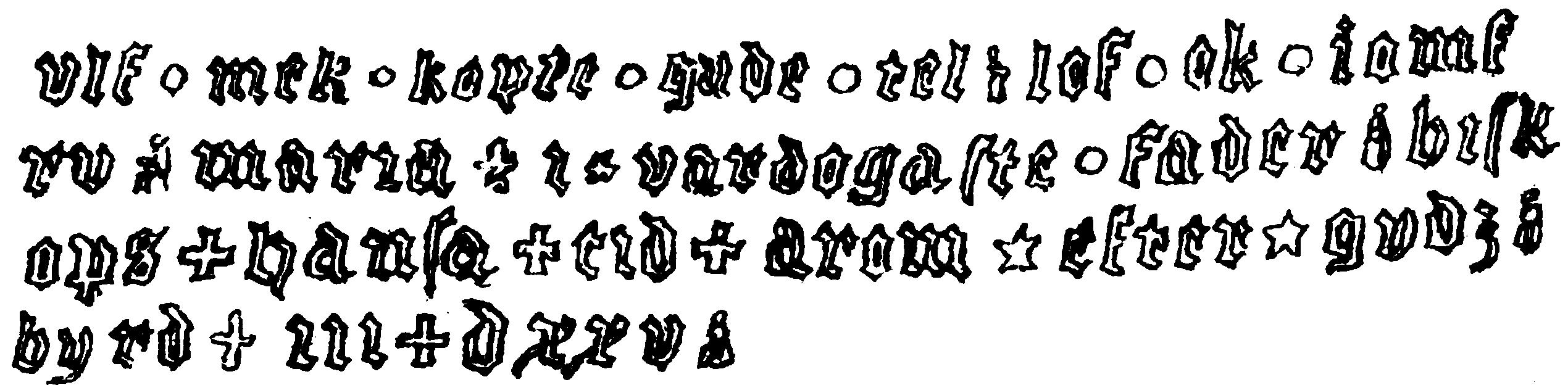
Inskrift på storklockan. Texten lyder: Vlf. mek. kopte. gude. tel. lof. ok. iomfrv. maria. i. vardogaste. fader. biskops. + hansa + tid + arom * efter * gvdz. byrd + m + dxxv. Mellan några av orden har punkterna ersatts av små människofigurer.

- Madonnaskulptur från omkring år 1200. Den är av samma typ som de berömda Mariabilderna i Heda och Orlunda kyrkor.
- Madonnaskulptur från 1400-talet.
- Helgonskulptur Sankta Barbara också från 1400-talet.
- Altaruppsats från 1702 med bilder av Kristi korsfästelse; ovanför åskådliggörs Kristi uppståndelse.
- Predikstol i barockstil från 1713, skapad av mäster Olof Jonasson Wiström, Vadstena.
- Triptyk med motiv "Kristi uppståndelse", skapad av konstnären Märta Afzelius

- Mässhake av svart sammet med garnering i silvertråd.
- Vinkanna med medeltida fot.
- Storklockan, gjuten 1525.
- Lillklockan, omgjuten 1805 och 1872 av C. A. Norling i Jönköping.

## Orglar
Kronologi:

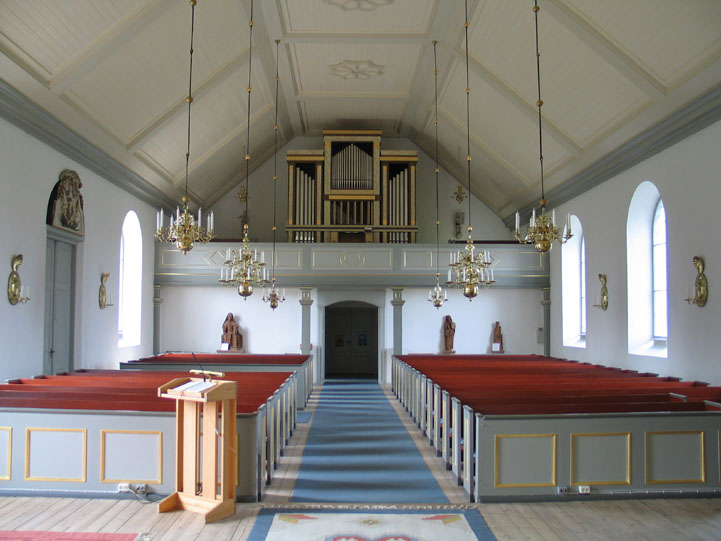
Kyrkorummet med läktarorgeln

- 1639: Organisten & orgelbyggaren Anders Bruce Linköping (†1667) bygger en kororgel med 3 orgelstämmor för 150 daler.
- 1702: Kororgeln flyttas upp på läktaren.
- 1770: Inköp av 9-stämmigt orgelverk byggt av Per Jönsson, Skänninge år 1630 för Vårfrukyrkan, Skänninge. Uppsättning av organisten & orgelbyggaren Lars Strömblad, Ödeshög (1743-1807). [1]
- 1883: Firma E. A. Setterquist & son, Örebro bygger en 1-manualig, 8-stämmig orgel med bihangspedal. Orgeln blev avsynad 22 december 1883.[2]
- 1970: Firma Nordfors & Co, Lidköping bygger en mekanisk orgel med ny fasad.

Disposition:
| Manual I                              | Manual II        | Pedal       | Koppel |
| Gedackt 8’                            | Rörflöjt 8’      | Subbas 16'  | I/P    |
| Principal 4’                          | Gemshorn 4’      | Flöjt 8’    | II/P   |
| Rörflöjt 4’                           | Principal 2’     | Koralbas 4’ | II/I   |
| Waldflöjt 2’                          | Nasat 1 1/3’     |             |        |
| Sesquialtera II chor. 2 2/3’ + 1 3/5’ | Scharf III chor. |             |        |
| Mixtur III chor.                      | Dulcian 8’       |             |        |
|                                       | Tremulant        |             |        |

## Bildgalleri

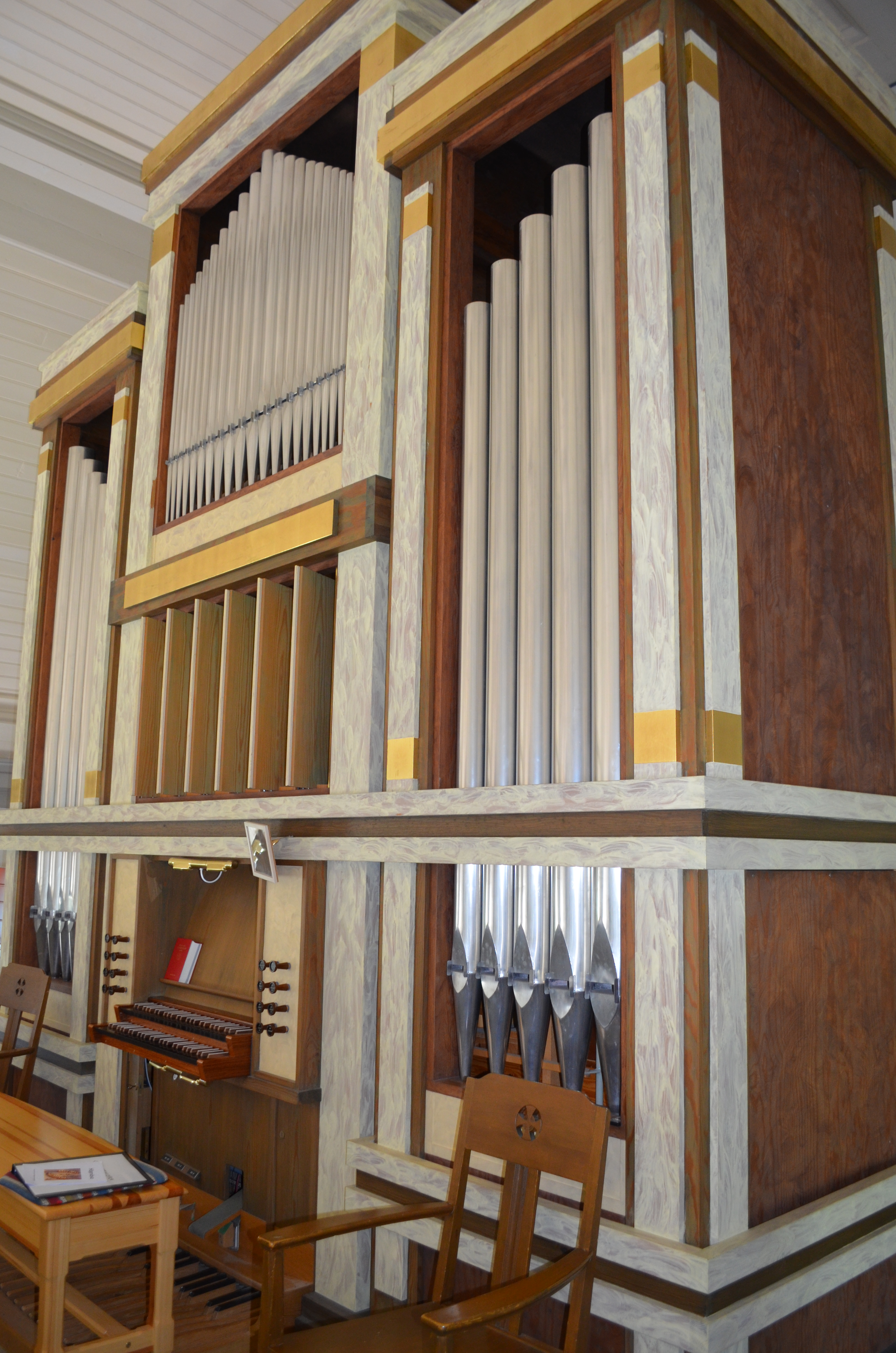
Fivelstads kyrkas kyrkorgel
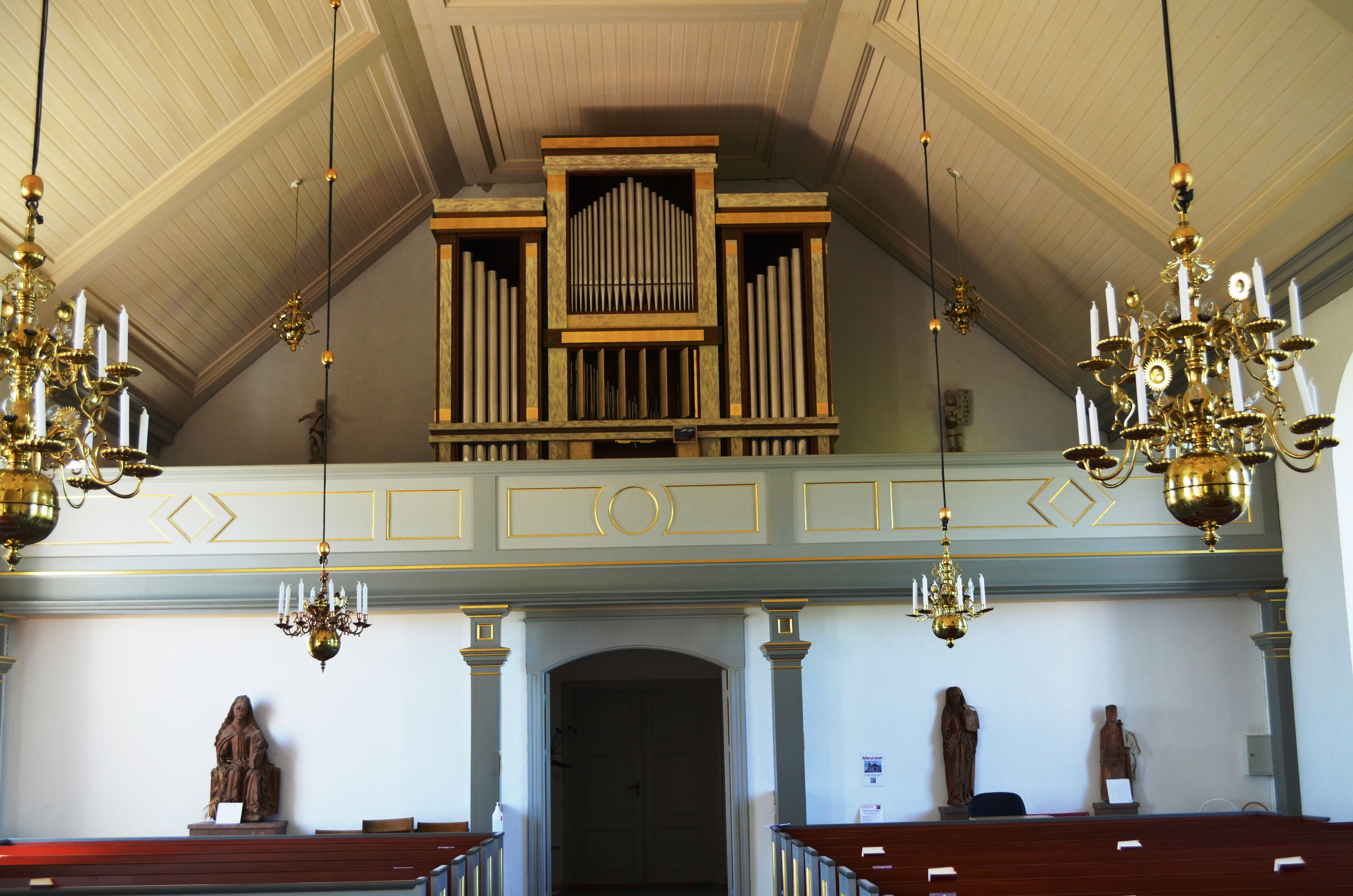
Fivelstads kyrkas orgelläktare
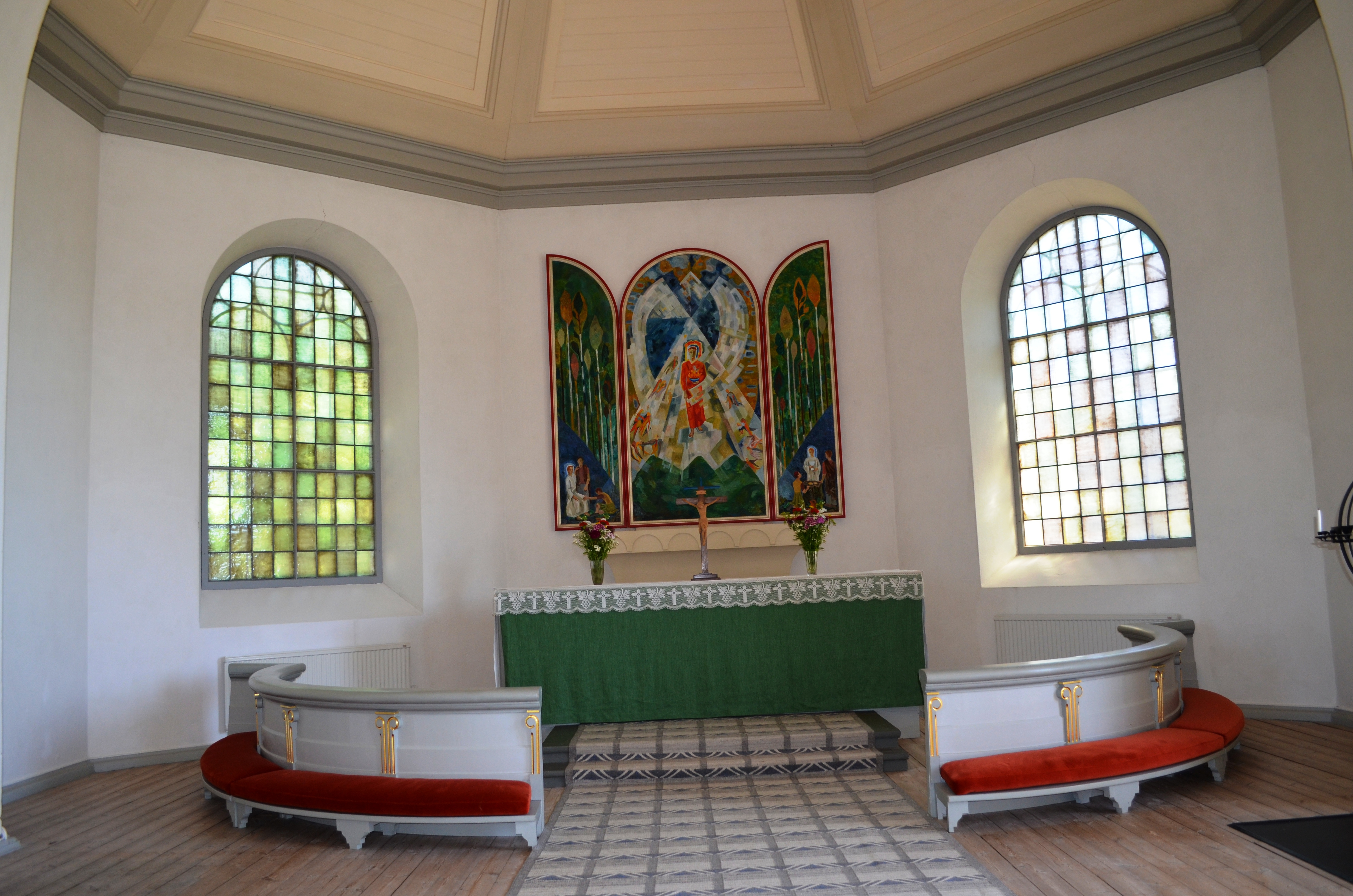
Fivelstads kyrkas altare
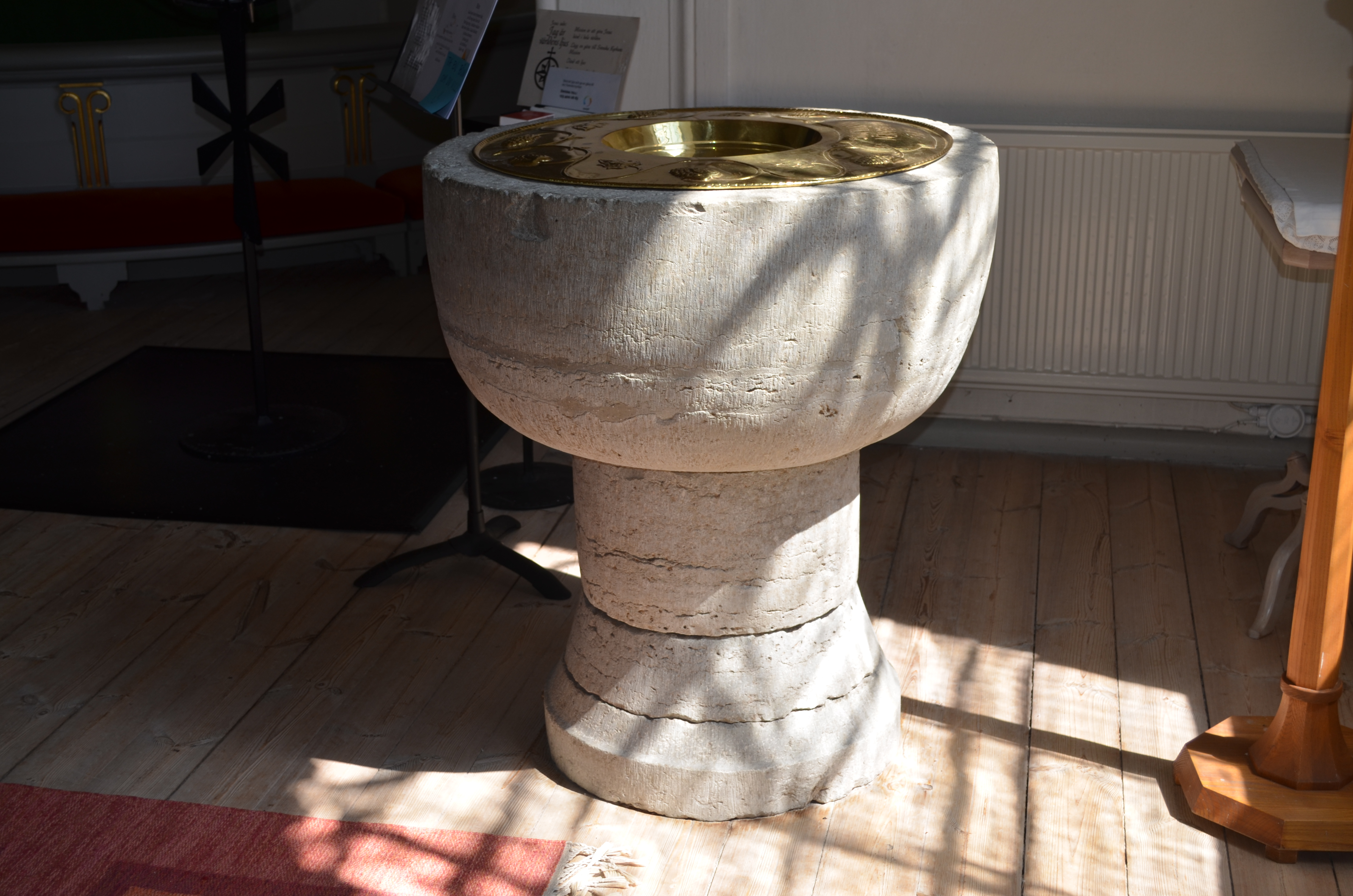
Fivelstads kyrkas dopfunt
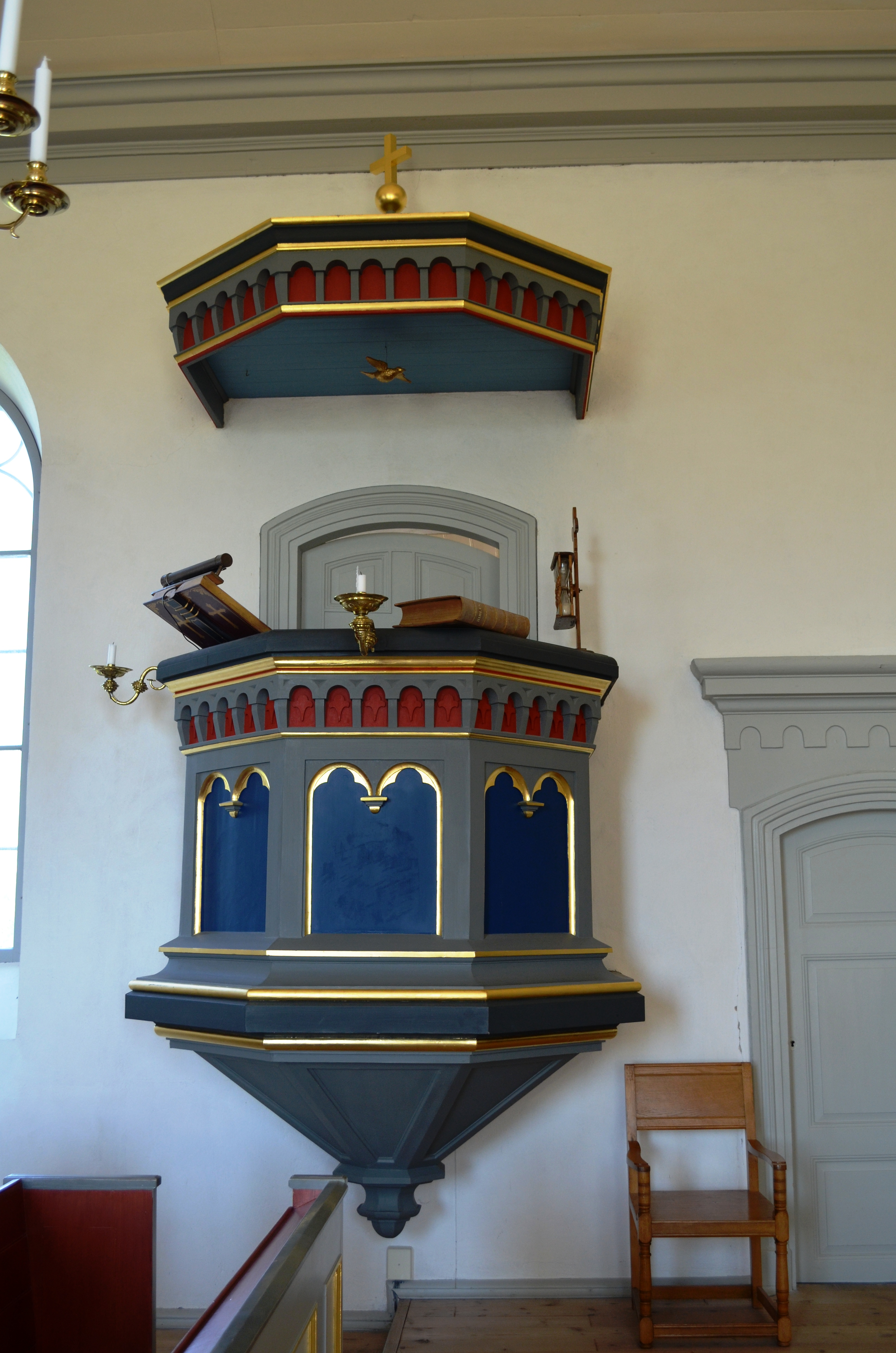
Fivelstads kyrkas predikstol
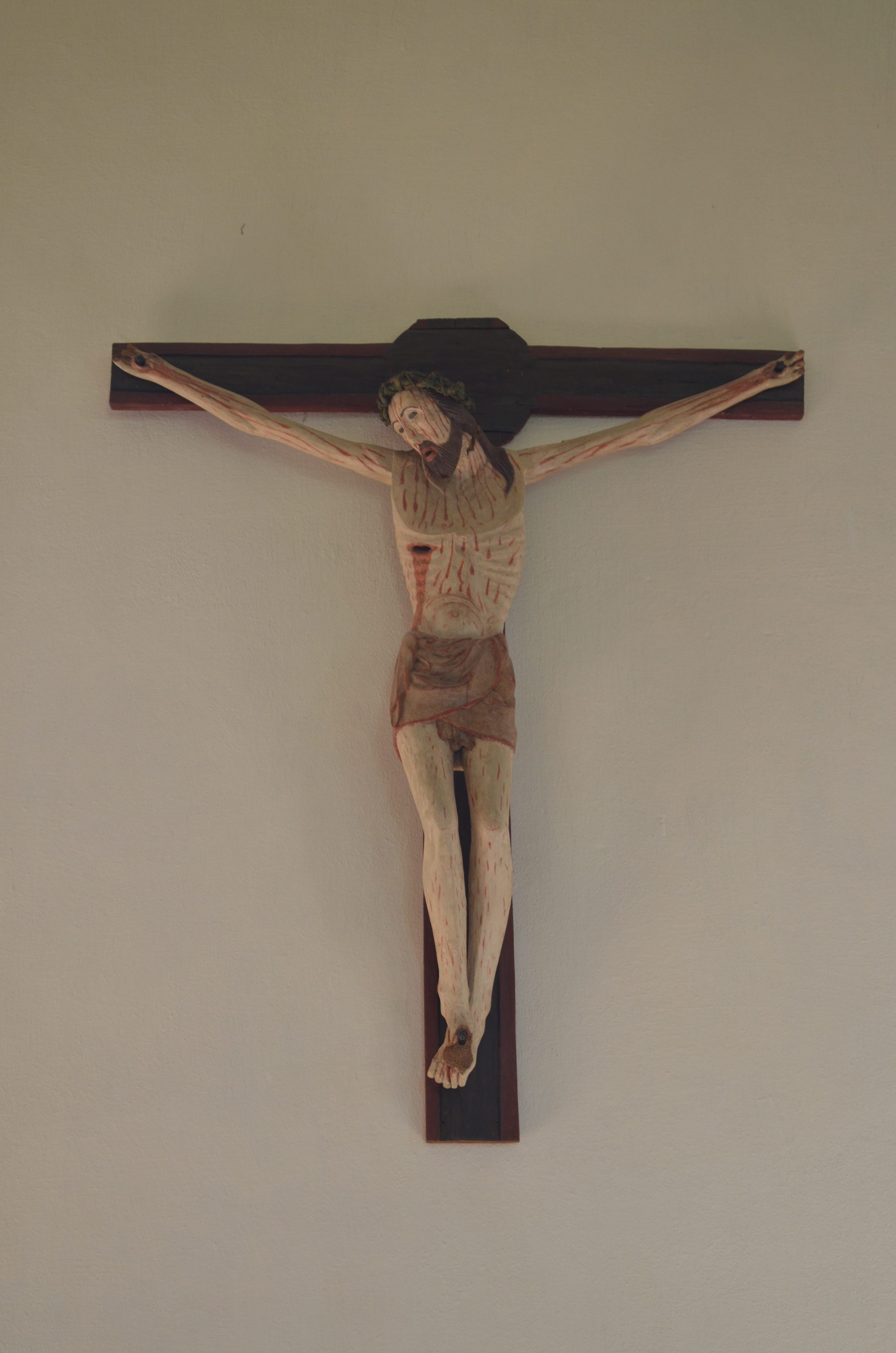
Fivelstads kyrkas krucifix